# Egnasia khasiana
Egnasia khasiana là một loài bướm đêm trong họ Noctuidae.